# Rybi Potok
Der Rybi Potok ist ein rund sechs Kilometer langer linker Zufluss der Białka in der Woiwodschaft Kleinpolen in Polen und der Slowakei. Er hat den Charakter eines Hochgebirgsflusses.

## Geografie
Der Fluss hat seine Quelle im Bergsee Meerauge im Tal Dolina Rybiego Potoku in der Hohen Tatra. In den See münden mehrere kleine Gerbirgsbäche, u. a. Czarnostawiański Potok vom Bergsee Czarny Staw pod Rysami. Er durchfließt die Seen Żabie Oko, Małe Żabie Oko und Małe Morskie Oko. Kurz vor der Mündung in die Białka stellt er die Grenze zwischen Polen und der Slowakei dar. Entlang dem Fluss führt der obere Teil der Panoramastraße Oswald-Balzer-Weg. Der Flusslauf befindet sich im Tatra-Nationalpark.

## Name
Der Name Rybi Potok, Fischbach bzw. Fischseebach, kommt von den zahlreichen Forellen im Fluss.

## Flora und Fauna
Das Wasser des Rybi Potok ist sauber, im Fluss leben Regenbogenforelle, Forelle, Äsche, Groppe und Elritze. Der Fluss ist von Fichtenwäldern umgeben.

## Tourismus
Der Fluss ist über einen rot markierten Wanderweg zu erreichen.

## Flussverlauf

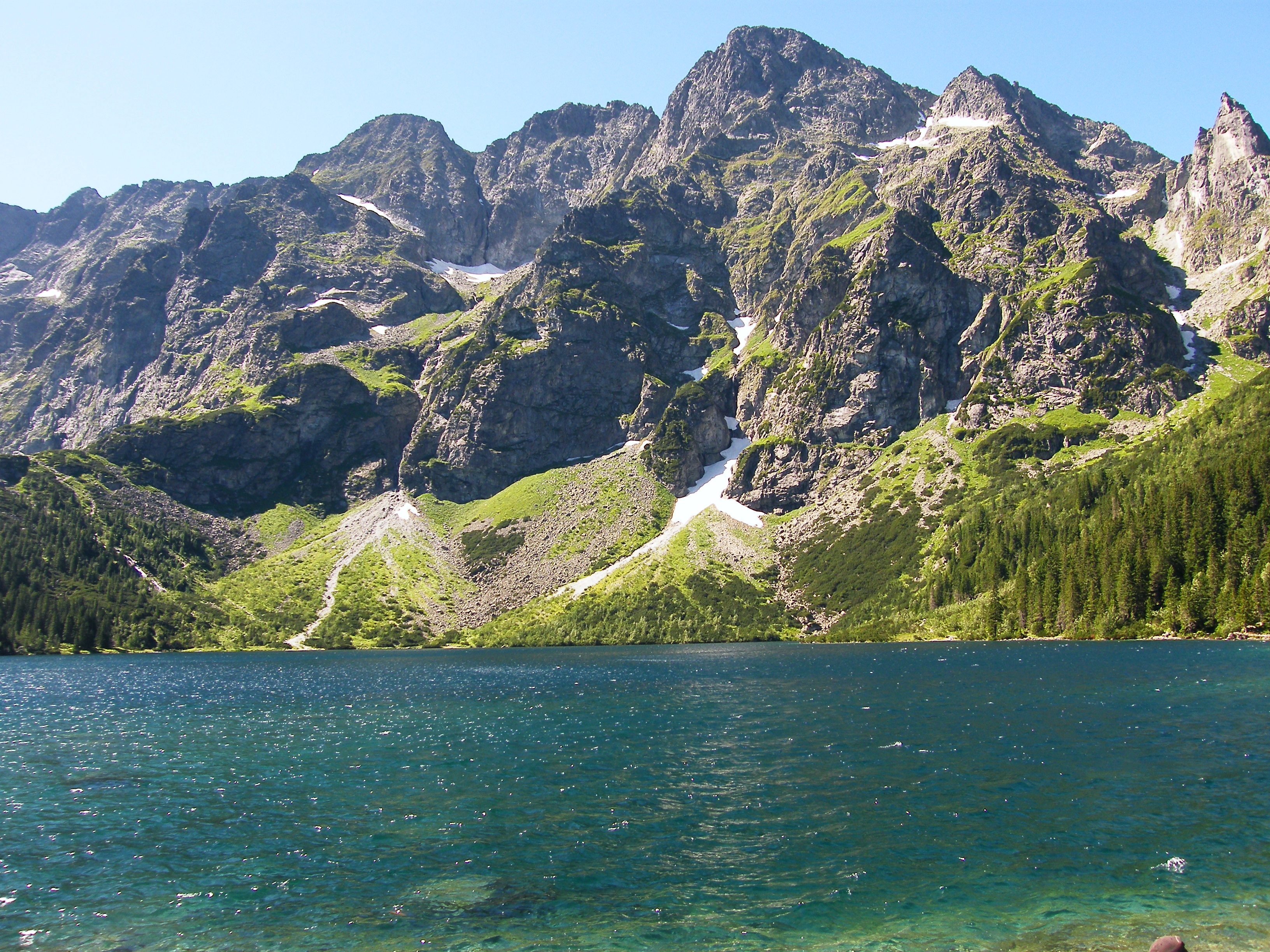
Meerauge
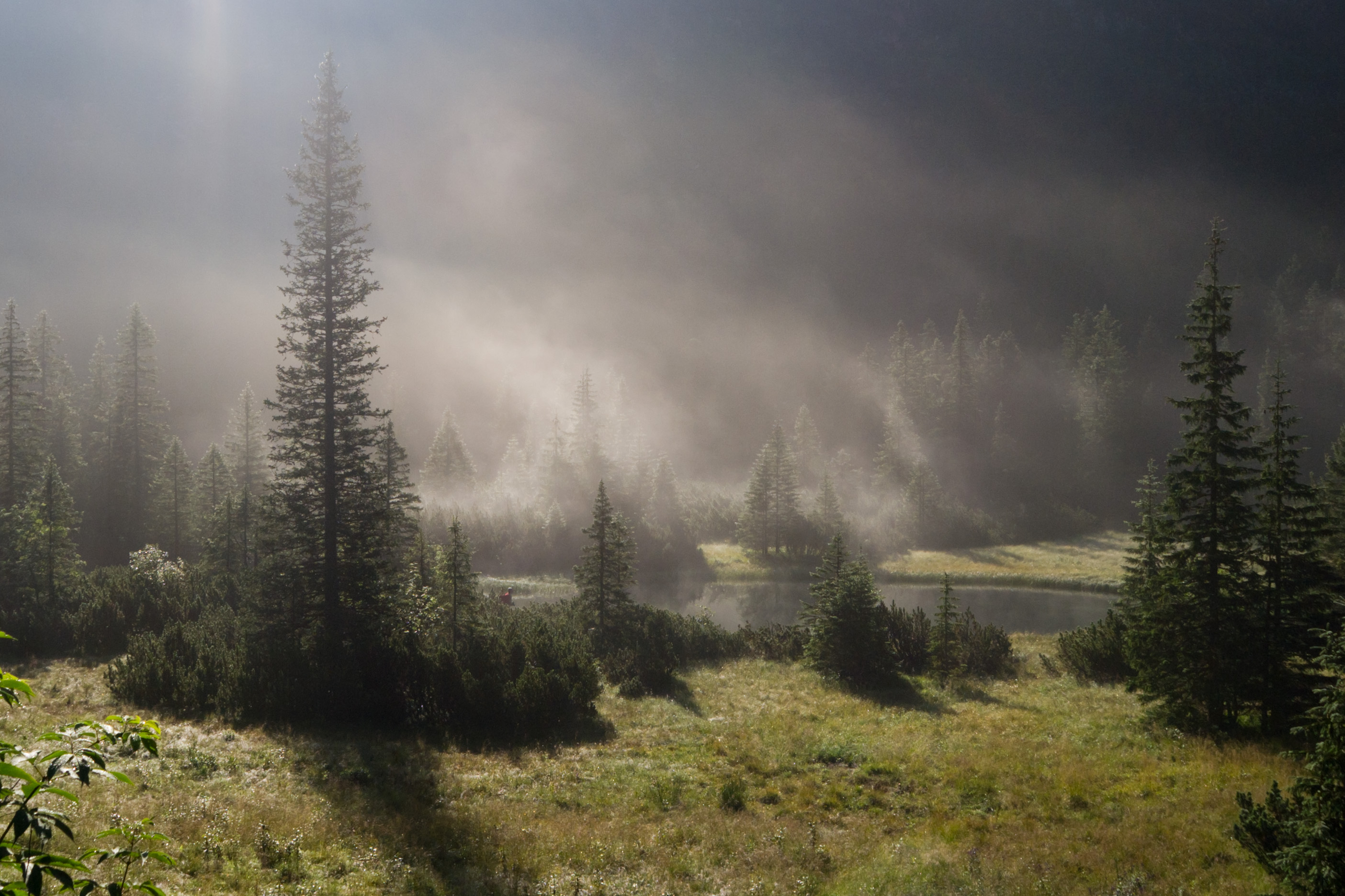
Małe Morskie Oko
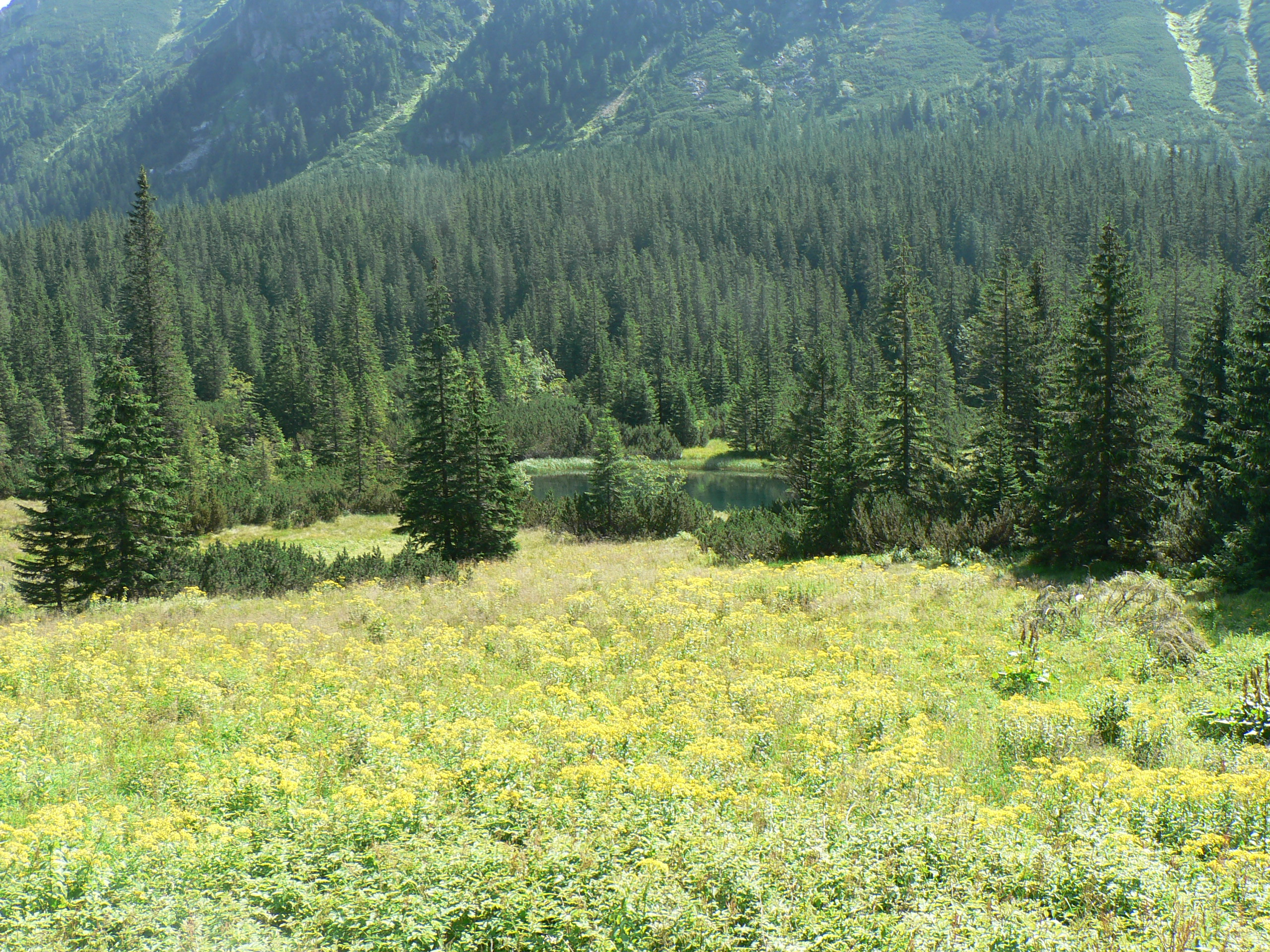
Żabie Oko
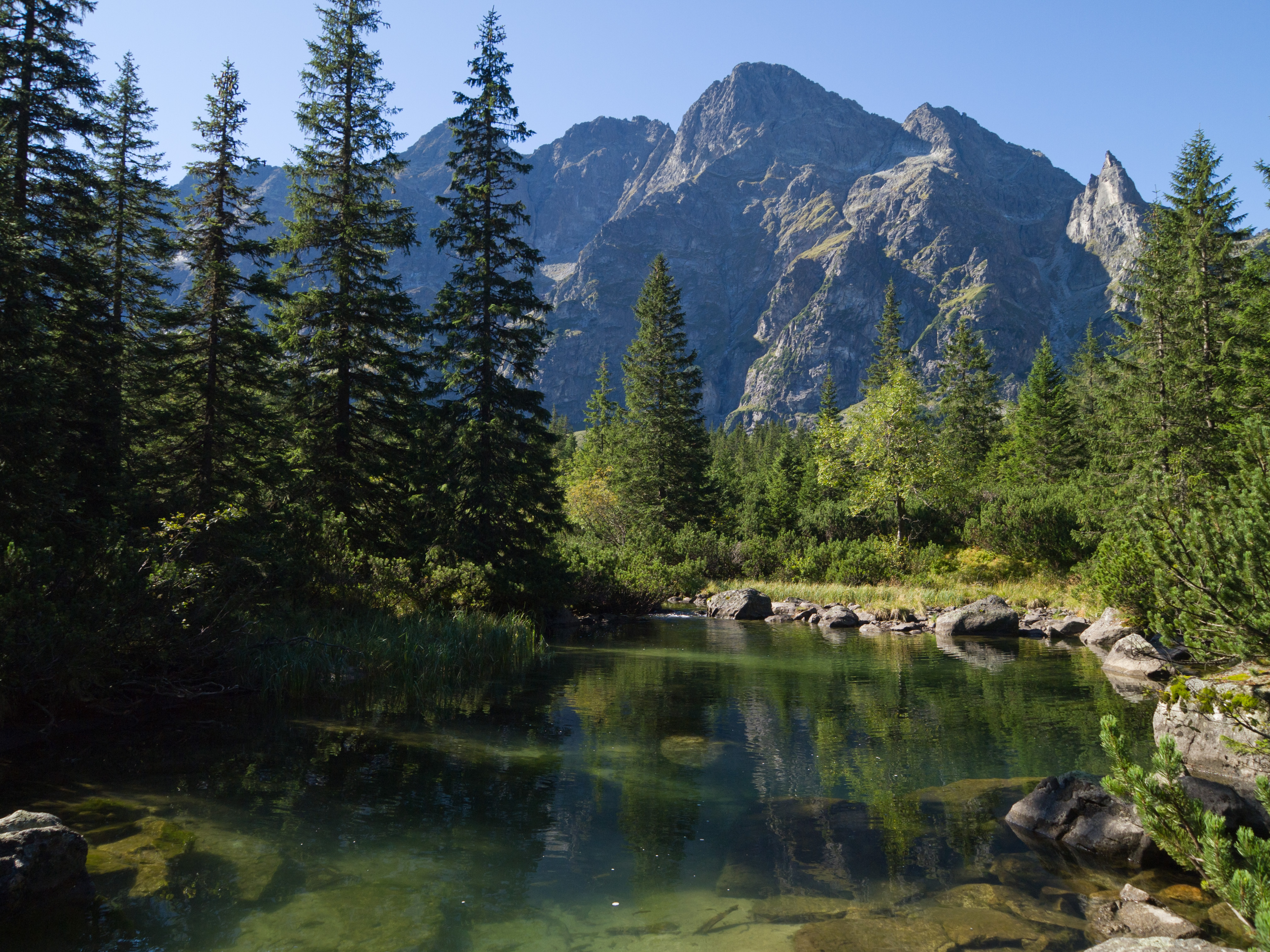
Małe Żabie Oko
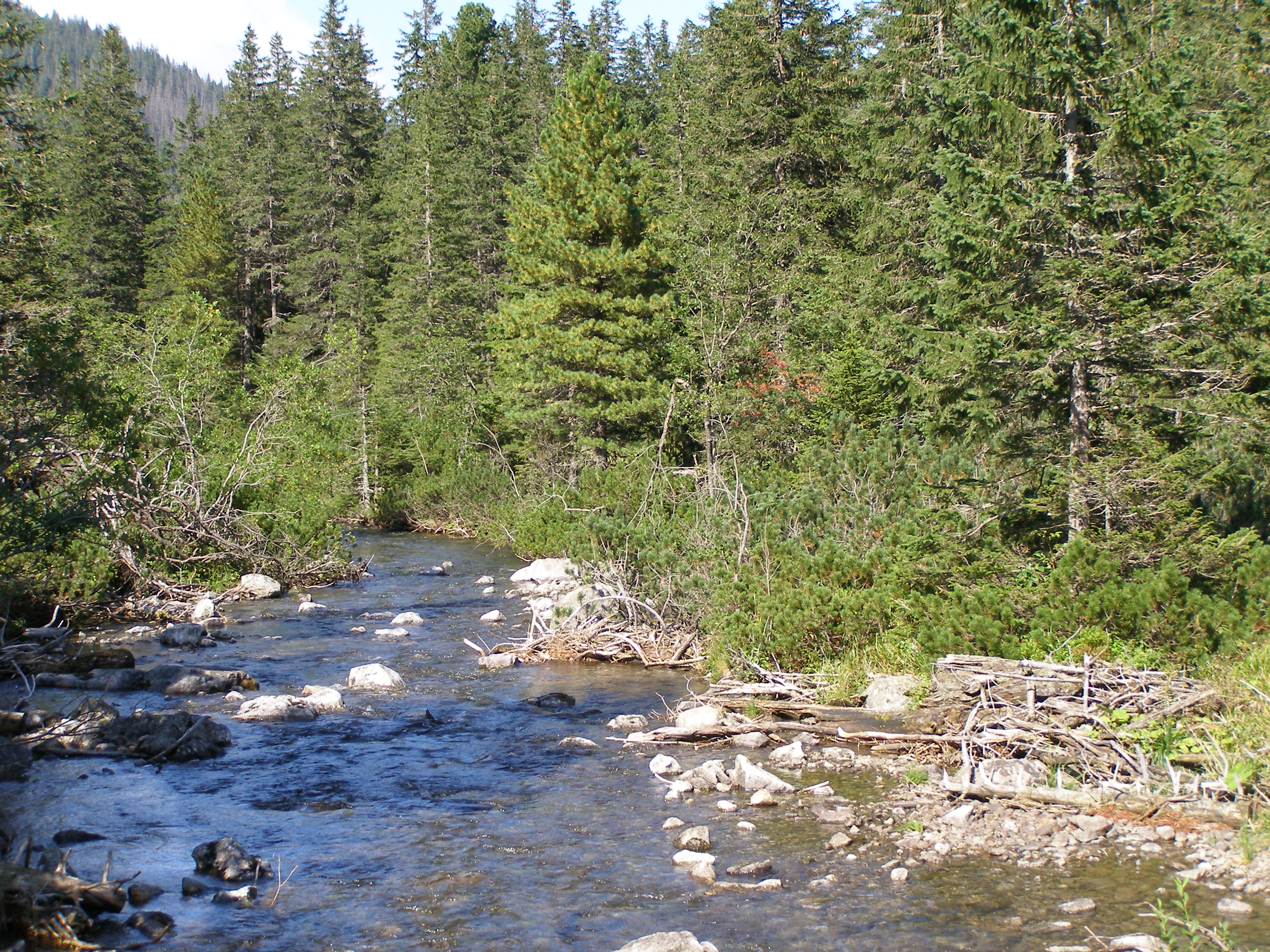
Unterer Flusslauf
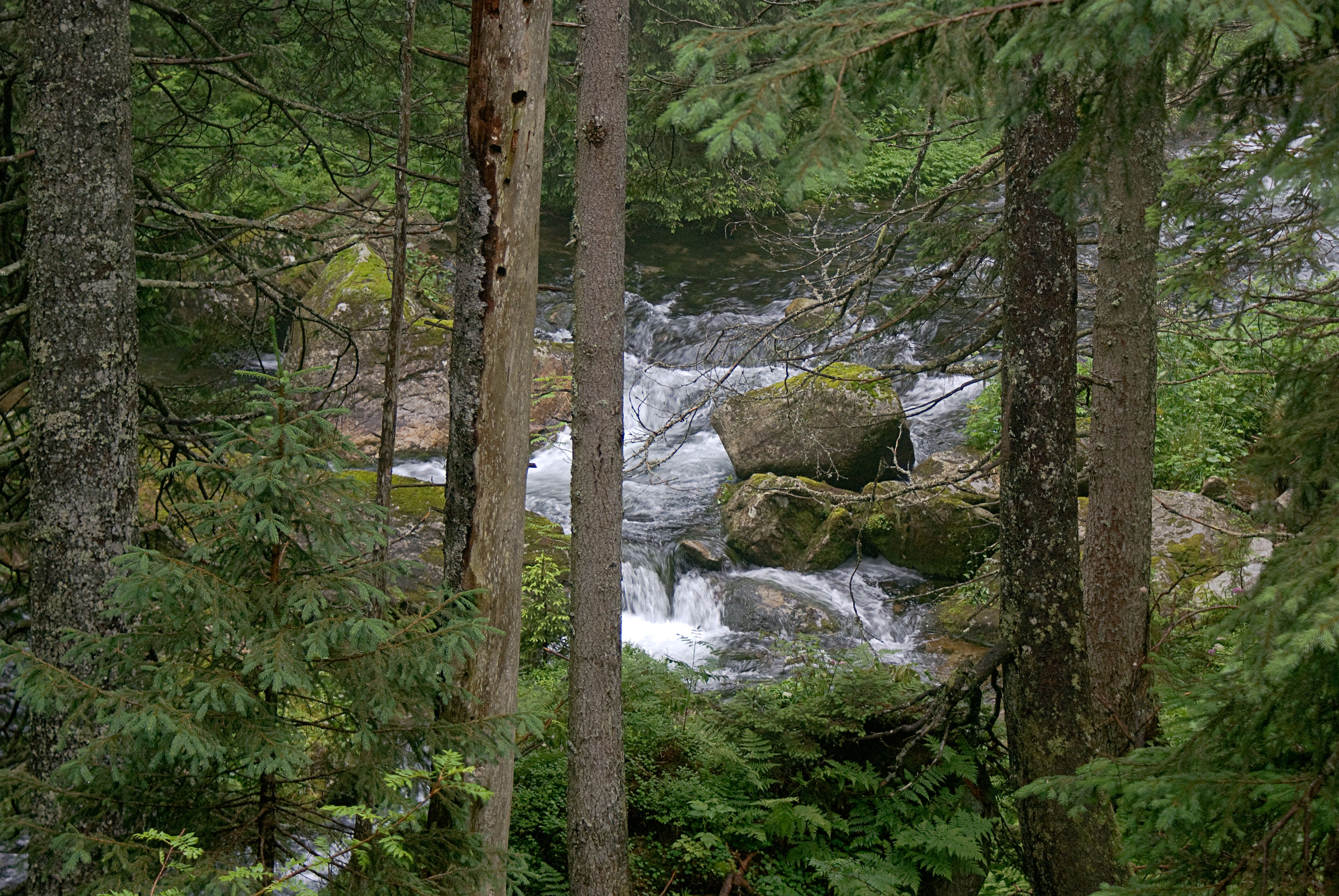
Unterer Flusslauf